# Domenico Farioli
Domenico Farioli (Carpineti, 22 novembre 1887 – 12 settembre 1953) è stato un politico italiano.

## Biografia
Agronomo, fu sindaco di Carpineti ed eletto nella I legislatura con la Democrazia Cristiana. Morì pochi mesi dopo il termine del mandato.